# Peter Reik
Peter Reik (* 5. Juni 1955 in Ebersbach an der Fils) war als Beamter im diplomatischen Dienst tätig, Autor und Lyriker.

## Leben
Peter Reik absolvierte von 1971 bis 1975 eine Berufsausbildung zum Industriekaufmann und war anschließend in diesem Beruf tätig. Von 1975 bis 1976 absolvierte er seinen Zivildienst als Rettungssanitäter beim Deutschen Roten Kreuz. Anschließend ging er bis 1978 zum freiwilligen Friedensdienst mit der Aktion Sühnezeichen Friedensdienste (ASF) nach Jerusalem (Israel).
Von 1978 bis 1979 absolvierte Reik eine Ausbildung beim Auswärtigen Amt (unter anderem am Generalkonsulat in Mailand). Von 1980 bis 1983 war im diplomatischen Dienst in Tel Aviv tätig. Im Anschluss war er von 1983 bis 1986 Länderbeauftragter der Aktion Sühnezeichen Friedensdienste in Großbritannien, wo er unter anderen ein trilaterales Jugendaustauschprojekt in Portugal betreute. In den Jahren 1986 und 1987 war er im diplomatischen Dienst in Bonn tätig. Von 1987 bis 1990 folgte ein konsularischer Dienst in Zagreb (Jugoslawien). Zwischen 1990 und 1995 war im diplomatischen Dienst auf Posten in Tel Aviv (Israel) und Zagreb (Kroatien).  Es folgte von 1995 bis 1998 ein Konsulardienst in Lyon (Frankreich). Seit 1999 war er für das Auswärtige Amt in Bonn und Berlin in diversen Tätigkeiten der politischen und der Wirtschaftsabteilung tätig.
Peter Reik vertrat das Auswärtige Amt von 2009 bis 2013 im wissenschaftlichen Fachausschuss der Deutschen UNESCO-Kommission (DUK). Im German Office for International Cooperation in Vocational Education and Training (GOVET), der Zentralstelle der Bundesregierung für Internationale Berufsbildungskooperationen, vertrat er das Auswärtige Amt.
Als freier Autor veröffentlichte Peter Reik Gedichte sowie Beiträge in Zeitungen (Neue Württembergische Zeitung, Bonner Rundschau, Bonner Generalanzeiger, Israel-Nachrichten).
Reik ist Träger des Bundesverdienstkreuzes und war ehrenamtlich im Beirat des FORUM46 – Interdisziplinäres Forum für Europa tätig.
Reik wurde unter dem Eindruck der Politik Willy Brandts Mitglied der SPD.
Reik war zuständig für die „Stiftung Deutsch-Polnische Zusammenarbeit“, wirkte als Länderbearbeiter für Hongkong, Macau, Taipeh, war bis 2008 dem Arbeitsstab Irak zugeordnet und wirkte als Sachbearbeiter und Referent im Innovations- und Technologiereferat. Reik war für längere dienstliche Aufenthalte in Italien, im ehemaligen Jugoslawien, Kroatien sowie Portugal. Von 2009 bis 2014 war er mitverantwortlich für den Aufbau „Deutscher Wissenschafts- und Innovationshäuser“ an fünf internationalen Standorten. Nach seiner Abordnung an GOVET war von 2015 bis Juni 2021 als Länderreferent für die Beziehungen zu Bhutan, die Malediven und Nepal zuständig.

## Veröffentlichungen
- Südschatten: Gedichte. Roderer Literathek, Regensburg 1984, ISBN 978-3-89073-009-7.
- fernschreiben-unverschlüsselt. Edition Diplomatie, Berlin 2009, ISBN 978-3-937570-19-8.
- Gedichte von Peter Reik. In: gedichte.xbib.de. Die Deutsche Gedichtebibliothek, abgerufen am 23. Juli 2015.
- Beiträge von Peter Reik. In: autoren-bw.de. Autorinnen und Autoren in Baden-Württemberg, abgerufen am 23. Juli 2015.